# Адміністративний устрій Великоолександрівського району
Адміністративний устрій Великоолександрівського району — адміністративно-територіальний поділ Великоолександрівського району Херсонської області на 1 сільську громаду, 3 селищні та 14 сільських рад, які об'єднують 58 населених пунктів та підпорядковані Великоолександрівській районній раді. Адміністративний центр — смт Велика Олександрівка.

## Список радВеликоолександрівського району
- Борозенська сільська громада

## Список громадВеликоолександрівського району
| №  | Назва                              | Центр                    | Населені пункти                                                                            | Площа км² | Місце за площею | Населення (2001), чол. | Місце за населенням | Розташування |
| -- | ---------------------------------- | ------------------------ | ------------------------------------------------------------------------------------------ | --------- | --------------- | ---------------------- | ------------------- | ------------ |
| 1  | Білокриницька селищна рада         | смт Біла Криниця         | смт Біла Криниця смт. Кар'єрне с. Білоусове с. Первомайське                                |           |                 |                        |                     |              |
| 2  | Великоолександрівська селищна рада | смт Велика Олександрівка | смт Велика Олександрівка с. Твердомедове                                                   |           |                 |                        |                     |              |
| 3  | Калінінська селищна рада           | смт Калинівське          | смт Калинівське с. Зелений Гай с. Краснолюбецьк с. Новополтавка                            |           |                 |                        |                     |              |
| 4  | Білоусівська сільська рада         | c. Білоусове             | c. Білоусове с. Токареве                                                                   |           |                 |                        |                     |              |
| 5  | Благодатівська сільська рада       | c. Благодатівка          | c. Благодатівка с. Андріївка с. Лозове с. Мала Сейдеминуха с. Новогреднєве с. Сухий Ставок |           |                 |                        |                     |              |
| 6  | Бобровокутська сільська рада       | c. Бобровий Кут          | c. Бобровий Кут с. Заповіт                                                                 |           |                 |                        |                     |              |
| 7  | Брускинська сільська рада          | c. Брускинське           | c. Брускинське с. Безводне с. Іщенка с. Костромка                                          |           |                 |                        |                     |              |
| 8  | Давидово-Брідська сільська рада    | c. Давидів Брід          | c. Давидів Брід с. Білогірка с. Запоріжжя                                                  |           |                 |                        |                     |              |
| 9  | Малоолександрівська сільська рада  | c. Мала Олександрівка    | c. Мала Олександрівка                                                                      |           |                 |                        |                     |              |
| 10 | Новодмитрівська сільська рада      | c. Новодмитрівка         | c. Новодмитрівка                                                                           |           |                 |                        |                     |              |
| 11 | Новокалузька сільська рада         | c. Нова Калуга           | c. Нова Калуга с. Веселе с. Нова Калуга Друга с. Червона Людмилівка                        |           |                 |                        |                     |              |
| 12 | Новокам'янська сільська рада       | c. Нова Кам'янка         | c. Нова Кам'янка с. Новогригорівка                                                         |           |                 |                        |                     |              |
| 13 | Новокубанська сільська рада        | c. Нова Кубань           | c. Нова Кубань с. Стариця                                                                  |           |                 |                        |                     |              |
| 14 | Новопавлівська сільська рада       | c. Новопавлівка          | c. Новопавлівка с. Буцівське                                                               |           |                 |                        |                     |              |
| 15 | Старосільська сільська рада        | c. Старосілля            | c. Старосілля с. Довгове с. Кам'яне с. Шостакове                                           |           |                 |                        |                     |              |
| 16 | Трифонівська сільська рада         | c. Трифонівка            | c. Трифонівка с. Нововасилівка                                                             |           |                 |                        |                     |              |
| 17 | Чкаловська сільська рада           | c. Чкалове               | с. Чкалове с. Вишневе с. Щасливе с. Криничанка с. Степове                                  |           |                 |                        |                     |              |

* Примітки: м. — місто, с-ще — селище, смт — селище міського типу, с. — село